# شونو جونزو
شونو جونزو (به ژاپنی: 庄野 潤三, Shōno Junzō); ۹ فوریهٔ ۱۹۲۱ – ۲۱ سپتامبر ۲۰۰۹) نویسنده اهل ژاپن بود.
وی همچنین برندهٔ جوایزی همچون جایزه آکوتاگاوا شده‌است.